# Robert Förster
Robert Förster (Markkleeberg, Alemania, 27 de enero de 1978) es un ciclista alemán que fue profesional entre 2001 y 2015.
Debutó como profesional en el año 2001 con el equipo alemán del Team Nürnberger. Se retiró en 2015 siendo miembro del equipo estadounidense UnitedHealthcare Pro Cycling Team. 

## Palmarés
| 2000 (como amateur) - 1 etapa del Giro del Capo 2001 - 1 etapa de la Vuelta a Cuba - 1 etapa del Giro del Capo - 1 etapa del Trofeo Joaquim Agostinho - 2 etapas de la Vuelta a Sajonia - 1 etapa del Drei-Länder-Tour 2002 - 1 etapa del Circuito Montañés - 1 etapa del Sachsen-Tour 2003 - Groningen-Münster - 1 etapa de la Vuelta a Renania-Palatinado 2004 - Groningen-Münster 2005 - 1 etapa de la Vuelta a la Baja Sajonia - 2.º en el Campeonato de Alemania en Ruta 2006 - 1 etapa del Circuito de La Sarthe - 1 etapa del Giro de Italia - 1 etapa del Ster Elektrotoer - 2 etapas de la Vuelta a Dinamarca - 1 etapa de la Vuelta a España | 2007 - 1 etapa de la Settimana Coppi e Bartali - 2 etapas del Giro de Italia - 1 etapa de la Vuelta a Alemania 2008 - 2 etapas de la Vuelta al Algarve - Veenendaal-Veenendaal - 1 etapa del Tour de Polonia 2009 - 1 etapa del Tour de Turquía 2011 - 1 etapa del Tour de Langkawi - 1 etapa de la Vuelta a Asturias - 1 etapa de la Vuelta al Lago Qinghai - 2 etapas del Nature Valley Grand Prix 2013 - 1 etapa de la Vuelta al Lago Qinghai |

## Resultados en Grandes Vueltas
Durante su carrera deportiva consiguió los siguientes puestos en las Grandes Vueltas:
| Carrera | Carrera         | 2001 | 2002 | 2003  | 2004  | 2005  | 2006  | 2007  | 2008  | 2009  | 2010  | 2011 | 2012 | 2013 | 2014 | 2015 |
| ------- | --------------- | ---- | ---- | ----- | ----- | ----- | ----- | ----- | ----- | ----- | ----- | ---- | ---- | ---- | ---- | ---- |
|         | Giro de Italia  | —    | —    | F. c. | 115.º | 137.º | 139.º | Ab.   | Ab.   | 162.º | 96.º  | —    | —    | —    | —    | —    |
|         | Tour de Francia | —    | —    | —     | —     | 151.º | —     | 135.º | 113.º | —     | —     | —    | —    | —    | —    | —    |
|         | Vuelta a España | —    | —    | —     | —     | —     | 130.º | —     | —     | —     | 137.º | —    | —    | —    | —    | —    |

Ab.: abandono 

—: no participa

F. c.: fuera de control

## Equipos
- Team Nürnberger (2001-2002)
- Gerolsteiner (2003-2008)
- Team Milram (2009-2010)
- UnitedHealthcare Pro Cycling Team (2011-2015)